# Slot And Go
 (mai 2025).
Motif : Débat demandé en septembre 2009 mais jamais lancé : où sont les sources permettant de démontrer l'admissibilité de cette marque sur Wikipédia ?
- Archive Wikiwix
- Bing
- Cairn
- DuckDuckGo
- E. Universalis
- Gallica
- Google
- G. Books
- G. News
- G. Scholar
- Persée
- Qwant
- (zh) Baidu
- (ru) Yandex
- (wd) trouver des œuvres sur Wikidata

| 1. | Préciser le motif de la pose du bandeau. | Précisez le motif de la pose du bandeau en utilisant la syntaxe suivante : {{admissibilité à vérifier\|date=août 2025\|motif=remplacez ce texte par le motif}}                   |
| 2. | Informer les utilisateurs concernés.     | Pensez à avertir le créateur de l'article, par exemple, en insérant le code ci-dessous sur sa page de discussion : {{subst:avertissement admissibilité à vérifier\|Slot And Go}} |

 (signalé en mai 2025).
Si vous disposez d'ouvrages ou d'articles de référence ou si vous connaissez des sites web de qualité traitant du thème abordé ici, merci de compléter l'article en donnant les références utiles à sa vérifiabilité et en les liant à la section « Notes et références ».
- Archive Wikiwix
- Bing
- Cairn
- DuckDuckGo
- E. Universalis
- Gallica
- Google
- G. Books
- G. News
- G. Scholar
- Persée
- Qwant
- (zh) Baidu
- (ru) Yandex
- (wd) trouver des œuvres sur Wikidata

Slot And Go est la marque déposée d'un magasin français spécialisé dans le circuit routier électrique miniature.
Le magasin n'existe plus. (société radiée le 04/06/2015 : source Infogreffe.fr).

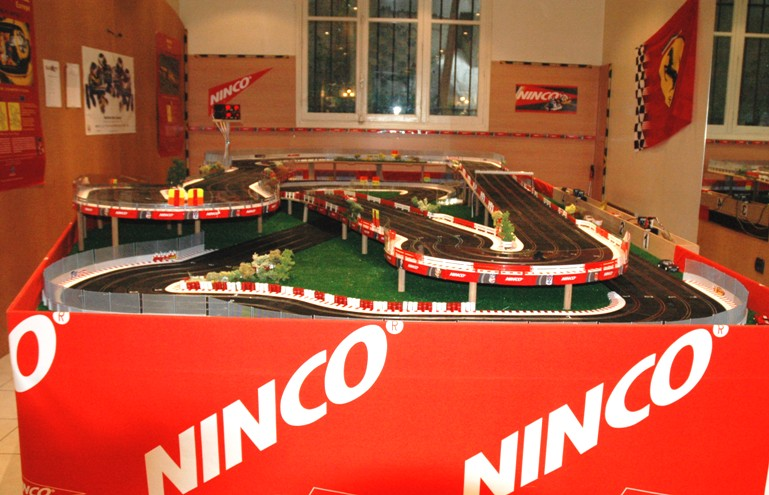
Piste de compétition de Slot And Go

Ce magasin de 130 m² était situé à Paris et proposait une piste de compétition, en libre accès en journée, de 33 mètres de développement en 4 voies.
Slot And Go a aussi sponsorisé des compétiteurs envoyés sur plusieurs compétitions se déroulant en France et à l'étranger.